# 48-as Erdély
48-as Erdély címmel Kolozsvárt 1943-ban idősb Jordáky Lajos betűivel megjelent „zsebkönyv” a nemzetiszocialista nagynémet hódítással szembeforduló észak-erdélyi magyar írók tollából.

## Munkatársak, tartalma
A Krenner Miklós bevezetőjével megjelent kötetet az illegalitásban élő Józsa Béla kezdeményezésére Balogh Edgár, ifjabb Jordáky Lajos és Nagy István szerkesztette, s munkatársként bevonták az antifasiszta baloldali és polgári írókat. A szerzők között szerepel Berde Mária, Entz Géza, Felvinczi Takáts Zoltán, Janovics Jenő, Jékely Zoltán, Kovács György, Kovács Katona Jenő, Ligeti Ernő, Orosz Endre, Sándor József, Szenczei László, Szentimrei Jenő, Reményik Sándor és Zolnai Béla. A gyűjteményben az előző század szabadságharcos írói sorából nemcsak Petőfit, Kossuthot, a román Nicolae Bălcescut és a szász Anton Kurzot idézik, hanem az egykorúak közül Czetz Jánost, Kővári Lászlót, Medgyes Lajost, Szentiváni Mihályt s a későbbi 48-as függetlenségi párt közíróját, Bartha Miklóst is. A címlapot Urházy György egy 1848-ban megjelent hasonló zsebkönyvének fedőlapja után Andrásy Zoltán készítette. A kötet Bem tábornok brassói kiáltványából vett jellemző mottója: "Magyarok, szászok és oláhok, nyújtsatok egymásnak testvérileg kezet, távoztassatok minden nemzeti gyűlölséget – és boldogok lesztek."
A kötet kolozsvári megjelentetése a budapesti Magyar Történelmi Emlékbizottság antifasiszta ellenállásának folytatását jelentette. A megjelenést a szakszervezetek tették lehetővé.